# Município de Pusheta (condado de Auglaize, Ohio)
O município de Pusheta (em inglês: Pusheta Township) é um município localizado no condado de Auglaize no estado estadounidense de Ohio. No ano de 2010 tinha uma população de 1.301 habitantes e uma densidade populacional de 16,55 pessoas por km².

## Geografia
O município de Pusheta encontra-se localizado nas coordenadas 40° 31′ 13″ N, 84° 09′ 48″ O. Segundo a Departamento do Censo dos Estados Unidos, o município tem uma superfície total de 78.6 km², da qual 78,36 km² correspondem a terra firme e (0,3 %) 0,24 km² é água.

## Demografia
Segundo o censo de 2010, tinha 1.301 habitantes residindo no município de Pusheta. A densidade populacional era de 16,55 hab./km². Dos 1.301 habitantes, o município de Pusheta estava composto pelo 98,31 % brancos, o 0,38 % eram afroamericanos, o 0,08 % eram amerindios, o 0,08 % eram asiáticos, o 0,08 % eram insulares do Pacífico e o 1,08 % eram de uma mistura de raças. Do total da população o 1 % eram hispanos ou latinos de qualquer raça.